# Lago Oich
El lago Oich o loch Oich (en gaélico escocés Loch Omhaich) es un lago (o loch) de agua dulce que se encuentra en las Tierras Altas de Escocia (Reino Unido) y que forma parte del Canal caledoniano, que une Inverness con Fort William. Este estrecho lago se encuentra situado entre el lago Ness y el lago Lochy en el Great Glen (coordenadas: 57°4′N 4°47′O / 57.067, -4.783).

## Fauna
En el lago Oich hay una variada y rica vida salvaje con una amplia variedad de fauna en forma de peces, anfibios, reptiles, mamíferos o pájaros. Cada otoño el salmón del Atlántico (Salmo salar) realiza su migración anual desde el Océano Atlántico, ya que hace servir el Loch Oich, al igual que el lago Lochy y el lago Ness como puntos de desove. Dos años más tarde, cuando el alevín aumenta hasta los 15-20 cm de longitud, emigra hacia el mar, donde crece rápidamente, llegando a pesar 17 kilogramos dos años después de su llegada al mar, a donde llegó con sólo 3,5 kg de peso.